# Torneo di Viareggio 2018
Il Torneo di Viareggio 2018 è stata la settantesima edizione del torneo calcistico internazionale, riservato alle formazioni giovanili e organizzato dal CGC Viareggio. La competizione si è svolta tra il 12 e il 28 marzo ed è stata vinta dall'Inter per l'ottava volta nella sua storia.
Per la seconda volta in settanta edizioni, una partita del torneo viene disputata fuori dalla penisola: infatti il match del girone 7 tra gli italiani del Cagliari e i colombiani del Deportes Quindío è stata disputata il 13 marzo in casa dei sardi alla Sardegna Arena.

## Premi
1. 36º Premio "Torquato Bresciani" a Michele Uva, vice-presidente della UEFA.

1. 56º Premio "Bruno Roghi" a Paola Ferrari, giornalista sportiva della Rai.

1. 29º Premio "Gaetano Scirea" a Luigi Di Biagio, commissario tecnico della nazionale italiana ad interim e della nazionale Under-21 italiana.

1. 14º Premio "Centro Giovani Calciatori" a Loris Luigi Marzocchi, giornalista ed ex capo ufficio stampa del Torneo di Viareggio.

1. 1º Premio "Luigi Gianneschi" a Claudio Rossi, imprenditore della cantieristica navale.

1. 10° Golden Boy Viareggio Cup - Gabriele Gori (Fiorentina)

1. Capocannoniere - Sandro Kulenović (6 gol, Juventus)

1. Miglior portiere del Torneo - Marco Pissardo (Inter)

1. Giocatore più giovane della finale - Federico Brancolini (Fiorentina)

1. Giocatore più motivato della finale - Gabriele Zappa (Inter)

## Copertura televisiva
La settantesima edizione della Viareggio Cup è stata trasmessa attraverso il canale tematico di Rai Sport. I match che sono andati in onda sono stati 15 in diretta televisiva più 2 in differita, per un totale di 17 partite complessive, che hanno reso la visione di 2 partite per ogni giornata della fase a gironi, per un totale di 6 partite (tranne l'ultima giornata del girone B), più gli 11 incontri riservati alla fase finale del torneo.

## Squadre partecipanti

### Squadre italiane
- Ascoli[4]
- Benevento
- Bologna
- Cagliari
- Empoli
- Fiorentina
- Genoa
- Inter
- Juventus
- Livorno
- Lucchese
- Milan
- Paganese[5]
- Parma

- Perugia
- Pisa
- Pontedera
- Pro Vercelli
- Rappresentativa Serie D
- Salernitana[6]
- Sampdoria
- Sassuolo
- SPAL
- Spezia
- Torino
- Venezia
- Virtus Entella[7]

### Altre squadre europee
- AZ Alkmaar -
- Club Bruges -
- Partizan -
- PAS Giannina -
- RFS Riga -
- Rijeka -

### Squadre americane
- CAI -
- Deportes Quindío -
- Euro New York -
- United Youth Soccer Star New York -

### Squadre africane
- Abuja -

### Squadre oceaniane
- APIA Leichhardt -

### Squadre asiatiche
- Cina under 19

## Date
La cerimonia dei sorteggi, prevista inizialmente per il 7 febbraio 2018, è stata rinviata dal consiglio direttivo del CGC Viareggio al 12 febbraio 2018, ore 11:00 CET.
| Fase          | Turno            | Sorteggio        | Date             |
| ------------- | ---------------- | ---------------- | ---------------- |
| Fase a gironi | 1º giornata      | 12 febbraio 2018 | 12-13 marzo 2018 |
| Fase a gironi | 2º giornata      | 12 febbraio 2018 | 14-15 marzo 2018 |
| Fase a gironi | 3º giornata      | 12 febbraio 2018 | 17-18 marzo 2018 |
| Fase finale   | Ottavi di finale | 12 febbraio 2018 | 21 marzo 2018    |
| Fase finale   | Quarti di finale | 12 febbraio 2018 | 23 marzo 2018    |
| Fase finale   | Semifinali       | 12 febbraio 2018 | 26 marzo 2018    |
| Fase finale   | Finale           | 12 febbraio 2018 | 28 marzo 2018    |

## Formato
La Viareggio Cup si svolge secondo la seguente formula:
- Le 40 squadre sono divise in 10 gironi (1, 2, 3, 4, 5, 6, 7, 8, 9 e 10), ciascuno composto da 4 squadre. A giudizio insindacabile della società organizzatrice sono nominate le teste di serie di ciascun girone.
- Vengono quindi formati due gruppi (A e B). Il gruppo A comprende i gironi 1, 2, 3, 4 e 5 mentre il gruppo B comprende i gironi 6, 7, 8, 9 e 10.
- Le squadre si incontrano in gare di sola andata della durata di 90 minuti. Le classifiche sono redatte in base ai seguenti criteri: 3 (tre) punti per ogni gara vinta, 1 (uno) punto per ogni gara terminata in parità, 0 (zero) punti per la sconfitta. In caso di parità di punteggio valgono i criteri in ordine elencati:
  - Esito scontri diretti
  - Differenza reti negli incontri diretti fra le squadre a parità di punti
  - Differenza reti nel totale degli incontri disputati nel girone
  - Maggior numero di reti segnate sul totale degli incontri disputati nel girone
  - Età media più bassa della lista dei calciatori iscritti al torneo
  - Sorteggio

Saranno ammesse alla fase successiva le cinque squadre prime classificate di ciascun girone e le migliori tre seconde arrivate di ciascun gruppo, in base ai criteri sopra citati, per un totale di 16 club ammessi alla fase finale.

### Ottavi di finale
Le 16 squadre così individuate sono ammesse alla fase ad eliminazione diretta. Sono formati gli accoppiamenti tra le 10 (dieci) prime classificate e le 6 (sei) seconde classificate.
- In ordine di classifica, le prime 4 (quattro) squadre prime classificate nel gruppo A formano le teste di serie per gli ottavi numero 1, 3, 5, 7 (Gruppo 1). Analogamente le 4 (quattro) squadre prime classificate nel gruppo B formano le teste di serie per gli ottavi numero 2, 4, 6, 8 (Gruppo 2). La quinta prima classificata e le tre migliori seconde del gruppo A passano al Gruppo 2 per essere abbinate alle teste di serie in base ai seguenti criteri. Allo stesso modo, la quinta prima classificata e le tre migliori seconde del gruppo B passano al Gruppo 1 per essere abbinate alle teste di serie secondo la medesima procedura.
- In ordine inverso alla rispettiva classifica, la migliore prima classificata incontra la terza migliore seconda classificata, la seconda migliore prima classificata incontra la seconda migliore seconda classificata e così via a incrocio.
- Eseguiti i relativi accoppiamenti, le squadre si incontrano tra di loro in gara unica ad eliminazione diretta. In caso di parità al termine dei tempi regolamentari, per determinare la squadra vincente si procede all'esecuzione dei calci di rigore.

### Quarti di finale
Sono ammesse ai quarti di finale le otto squadre vincenti. Si incontrano tra loro nel quarto 1 le vincenti degli ottavi 1 e 2, nel quarto 2 le vincenti degli ottavi 3 e 4, poi nel quarto 3 quelle 5 e 6, infine nel quarto 4 quelle 7 e 8. Le squadre si incontrano tra loro in gara unica ad eliminazione diretta. In caso di parità al termine dei tempi regolamentari, per determinare la squadra vincente si procede all'esecuzione dei calci di rigore.

### Semifinali
Le squadre vincenti dei quarti 1 e 2 si incontrano tra loro, e così le vincenti dei quarti 3 e 4, a comporre le due semifinali. In caso di parità di punteggio al termine dei tempi regolamentari si procede all'esecuzione dei calci di rigore.

### Finale
Le vincenti delle due semifinali disputano la finale. In caso di parità dopo i tempi regolamentari si disputano due tempi supplementari di 15 (quindici) minuti ciascuno; se dopo i due tempi supplementari sussiste ancora la parità, si procede al tiro alternato dei calci di rigore fino alla determinazione della squadra vincente.

## Fase a gironi[10]

### Gruppo A

#### Girone 1
| Squadra                 | P.ti | G | V | P | S | GF | GS | DR |
| ----------------------- | ---- | - | - | - | - | -- | -- | -- |
| Empoli                  | 7    | 3 | 2 | 1 | 0 | 6  | 1  | +5 |
| Rappresentativa Serie D | 7    | 3 | 2 | 1 | 0 | 6  | 3  | +3 |
| Virtus Entella          | 3    | 3 | 1 | 0 | 2 | 2  | 3  | -1 |
| Livorno                 | 0    | 3 | 0 | 0 | 3 | 1  | 8  | -7 |

| Arbitro: | Di Marco (Ciampino) |

|            |           |  |
| Buglio 48’ | Marcatori |  |

| Arbitro: | De Tommaso (Rieti) |

|                                           |           |             |
| Gassama 57’ Dumančić 66’ Svidercoschi 79’ | Marcatori | 5’ Noccioli |

| Arbitro: | Emmanuele (Pisa) |

|              |           |                   |
| Imprenda 88’ | Marcatori | 73’ (rig.) Kargbo |

| Arbitro: | Villa (Rimini) |

|            |           |  |
| Murgia 77’ | Marcatori |  |

| Arbitro: | Di Giovanni (Caserta) |

|                                                     |           |  |
| Traorè 23’, 48’ Del Bravo 46’ (aut.) Dos Santos 56’ | Marcatori |  |

| Arbitro: | Carrione (Castellammare di Stabia) |

|                     |           |                             |
| Petrović 39’ (rig.) | Marcatori | 4’ Svidercoschi 71’ Gassama |

#### Girone 2
| Squadra     | P.ti | G | V | P | S | GF | GS | DR |
| ----------- | ---- | - | - | - | - | -- | -- | -- |
| Sassuolo    | 7    | 3 | 2 | 1 | 0 | 6  | 2  | +4 |
| Spezia      | 6    | 3 | 2 | 0 | 1 | 2  | 1  | +1 |
| Club Bruges | 4    | 3 | 1 | 1 | 1 | 3  | 3  | 0  |
| Abuja       | 0    | 3 | 0 | 0 | 3 | 0  | 5  | -5 |

| Arbitro: | Marinelli (Tivoli) |

|                             |           |                              |
| Mota 62’ Kolaj 90+1’ (rig.) | Marcatori | 19’ Van Oudenhove 55’ Openda |

| Arbitro: | Bianchini (Terni) |

|           |           |  |
| Corbo 75’ | Marcatori |  |

| Arbitro: | Turrini (Firenze) |

|                   |           |  |
| Figoli 28’ (aut.) | Marcatori |  |

| Arbitro: | Bertini (Lucca) |

|                |           |  |
| De Kuyffer 65’ | Marcatori |  |

| Arbitro: | Lingamoorthy (Genova) |

|                              |           |  |
| Mota 16’, 36’ Piscicelli 44’ | Marcatori |  |

| Arbitro: | Prior (Ivrea) |

|  |           |           |
|  | Marcatori | 40’ Lepri |

#### Girone 3
| Squadra         | P.ti | G | V | P | S | GF | GS | DR |
| --------------- | ---- | - | - | - | - | -- | -- | -- |
| Inter           | 9    | 3 | 3 | 0 | 0 | 8  | 0  | +8 |
| Parma           | 6    | 3 | 2 | 0 | 1 | 4  | 1  | +3 |
| Salernitana     | 1    | 3 | 0 | 1 | 2 | 1  | 5  | -4 |
| APIA Leichhardt | 1    | 3 | 0 | 1 | 2 | 1  | 8  | -7 |

| Arbitro: | Sili (Viterbo) |

|                                                      |           |  |
| Odgaard 52’ Merola 64’, 90+1’ Rada 87’ Corrado 90+3’ | Marcatori |  |

| Arbitro: | Iacovacci (Latina) |

|                     |           |  |
| Longo 9’ Colley 38’ | Marcatori |  |

| Arbitro: | Pelagatti (Livorno) |

|             |           |  |
| Colidio 26’ | Marcatori |  |

| Arbitro: | Spataru (Siena) |

|          |           |           |
| Kmet 24’ | Marcatori | 80’ Barra |

| Arbitro: | Nana Tchato (Aprilia) |

|                           |           |  |
| Marzupio 22’ Visconti 44’ | Marcatori |  |

| Arbitro: | Foresta (Nola) |

|  |           |                          |
|  | Marcatori | 43’ Colley 86’ Oberrauch |

#### Girone 4
| Squadra   | P.ti | G | V | P | S | GF | GS | DR |
| --------- | ---- | - | - | - | - | -- | -- | -- |
| Venezia   | 9    | 3 | 3 | 0 | 0 | 8  | 1  | +7 |
| Partizan  | 6    | 3 | 2 | 0 | 1 | 4  | 5  | -1 |
| Sampdoria | 3    | 3 | 1 | 0 | 2 | 3  | 5  | -2 |
| Pisa      | 0    | 3 | 0 | 0 | 3 | 2  | 6  | -4 |

| Arbitro: | Braghini (Bolzano) |

|                 |           |                  |
| Cappelletti 50’ | Marcatori | 9’, 36’ Vještica |

| Arbitro: | Camilli (Foligno) |

|                        |           |             |
| Rossi 46’ Piovesan 87’ | Marcatori | 45+2’ Giani |

| Arbitro: | Nicolini (Brescia) |

|  |           |                                   |
|  | Marcatori | 23’ Simeoni 34’ Fasan 79’ Cigagna |

| Arbitro: | Vitulano (Firenze) |

|                         |           |           |
| Kokir 49’ Vujanić 90+3’ | Marcatori | 63’ Pesci |

| Arbitro: | Sicurello (Seregno) |

|                      |           |  |
| Vujcic 31’ Balde 81’ | Marcatori |  |

| Arbitro: | Acampora (Ercolano) |

|  |           |                                    |
|  | Marcatori | 31’ Rossi 58’ Simeoni 68’ Pozzebon |

#### Girone 5
| Squadra       | P.ti | G | V | P | S | GF | GS | DR |
| ------------- | ---- | - | - | - | - | -- | -- | -- |
| Torino        | 9    | 3 | 3 | 0 | 0 | 6  | 1  | +5 |
| Cina under 19 | 4    | 3 | 1 | 1 | 1 | 1  | 1  | 0  |
| Perugia       | 2    | 3 | 0 | 2 | 1 | 3  | 5  | -2 |
| Paganese      | 1    | 3 | 0 | 1 | 2 | 2  | 5  | -3 |

| Arbitro: | Giaccaglia (Jesi) |

|              |           |  |
| Celeghin 82’ | Marcatori |  |

| Arbitro: | Silvera (Valdarno) |

|                       |           |                                |
| Konate 41’ Traoré 90’ | Marcatori | 44’ Negro 50’ (rig.) Buonocore |

| Arbitro: | Monaldi (Macerata) |

|                                         |           |            |
| Capone 13’ Butić 35’ Borello 80’ (rig.) | Marcatori | 36’ Amadio |

| Arbitro: | Munerati (Rovigo) |

|                |           |  |
| Xu Haoyang 89’ | Marcatori |  |

| Arbitro: | Delrio (Reggio Emilia) |

|                           |           |  |
| Borello 36’ De Simone 50’ | Marcatori |  |

| Viareggio 17 marzo 2018, ore 15:00 CET 3ª giornata | Cina Under-19          | 0 – 0 | Perugia | Stadio Torquato Bresciani\| Arbitro: \| De Girolamo (Avellino) \| |
| Arbitro:                                           | De Girolamo (Avellino) |       |         |                                                                   |

### Gruppo B

#### Girone 6
| Squadra       | P.ti | G | V | P | S | GF | GS | DR |
| ------------- | ---- | - | - | - | - | -- | -- | -- |
| Juventus      | 7    | 3 | 2 | 1 | 0 | 8  | 3  | +5 |
| Rijeka        | 7    | 3 | 2 | 1 | 0 | 6  | 2  | +4 |
| Benevento     | 3    | 3 | 1 | 0 | 2 | 4  | 4  | 0  |
| Euro New York | 0    | 3 | 0 | 0 | 3 | 0  | 9  | -9 |

| Arbitro: | Pascarella (Nocera Inferiore) |

|                           |           |                         |
| Kulenović 66’ (rig.), 90’ | Marcatori | 11’ Črnko 24’ Lepinjica |

| Arbitro: | Bianchini (Perugia) |

|                                           |           |  |
| Pinto 25’ Notaristefano 45’ Cavaliere 69’ | Marcatori |  |

| Arbitro: | Simone (Bologna) |

|                                |           |                  |
| Kulenović 47’ Montaperto 90+5’ | Marcatori | 79’ (rig.) Pinto |

| Arbitro: | Di Graci (Como) |

|                         |           |  |
| Dukađin 20’, 80’ (rig.) | Marcatori |  |

| Arbitro: | Belfiore (Parma) |

|                                                                     |           |  |
| Nicolussi Caviglia 27’ Kameraj 81’ Montaperto 90+1’ Kulenović 90+3’ | Marcatori |  |

| Arbitro: | Loffredo (Torino) |

|             |           |  |
| Vuk 5’, 29’ | Marcatori |  |

#### Girone 7
| Squadra          | P.ti | G | V | P | S | GF | GS | DR |
| ---------------- | ---- | - | - | - | - | -- | -- | -- |
| Cagliari         | 7    | 3 | 2 | 1 | 0 | 6  | 2  | +4 |
| RFS Riga         | 6    | 3 | 2 | 0 | 1 | 7  | 4  | +3 |
| Deportes Quindío | 3    | 3 | 1 | 0 | 2 | 4  | 5  | -1 |
| Bologna          | 1    | 3 | 0 | 1 | 2 | 2  | 8  | -6 |

| Arbitro: | Zucchetti (Foligno) |

|  |           |                                                          |
|  | Marcatori | 11’ Troninkovs 55’ Svans 80’ Regža 87’ (rig.) Hvoinickis |

| Arbitro: | Collu (Cagliari) |

|                           |           |  |
| Gagliano 2’ Doratiotto 8’ | Marcatori |  |

| Arbitro: | Giordano (Novara) |

|              |           |           |
| Valencia 21’ | Marcatori | 30’ Camba |

| Arbitro: | Tesi (Lucca) |

|                     |           |                   |
| Regža 15’ Svans 63’ | Marcatori | 43’ (rig.) Cortes |

| Arbitro: | Piazzini (Prato) |

|              |           |                                  |
| Valencia 54’ | Marcatori | 6’ Cortes 31’ Rivas 64’ Cardenas |

| Arbitro: | Delrio (Reggio Emilia) |

|           |           |                                 |
| Svans 65’ | Marcatori | 2’ Cagliano 25’ Cadili 86’ Fini |

#### Girone 8
| Squadra       | P.ti | G | V | P | S | GF | GS | DR |
| ------------- | ---- | - | - | - | - | -- | -- | -- |
| Milan         | 9    | 3 | 3 | 0 | 0 | 4  | 0  | +4 |
| Pro Vercelli  | 6    | 3 | 2 | 0 | 1 | 6  | 4  | +2 |
| CAI           | 3    | 3 | 1 | 0 | 2 | 6  | 6  | 0  |
| UYSS New York | 0    | 3 | 0 | 0 | 3 | 2  | 8  | -6 |

| Arbitro: | Perentoni (Rovereto) |

|                   |           |  |
| Kucich 40’ (aut.) | Marcatori |  |

| Arbitro: | Cattaneo (Civitavecchia) |

|                    |           |              |
| Bani 48’ Gerbi 75’ | Marcatori | 90+2’ Belegu |

| Arbitro: | Vingo (Pisa) |

|                   |           |  |
| Tsadjout 20’, 76’ | Marcatori |  |

| Arbitro: | Lipizer (Verona) |

|                                                    |           |                     |
| Avila 22’, 34’ Forner 52’ Cardenas 61’ (rig.), 67’ | Marcatori | 85’ (rig.) Portillo |

| Arbitro: | Pirriatore (Bologna) |

|                |           |  |
| Chiarparin 19’ | Marcatori |  |

| Arbitro: | Fiero (Pistoia) |

|            |           |                                       |
| Kucich 23’ | Marcatori | 28’, 33’ Bani 53’ Grossi 77’ Pagliaro |

#### Girone 9
| Squadra      | P.ti | G | V | P | S | GF | GS | DR |
| ------------ | ---- | - | - | - | - | -- | -- | -- |
| Fiorentina   | 7    | 3 | 2 | 1 | 0 | 9  | 6  | +3 |
| Ascoli       | 4    | 3 | 1 | 1 | 1 | 5  | 5  | 0  |
| PAS Giannina | 3    | 3 | 0 | 3 | 0 | 4  | 4  | 0  |
| Pontedera    | 1    | 3 | 0 | 1 | 2 | 4  | 7  | -3 |

| Arbitro: | Centi (Viterbo) |

|                       |           |                         |
| Longo 3’ Diakhate 82’ | Marcatori | 26’ Dolovac 59’ Zaharos |

| Arbitro: | Baronti (Pistoia) |

|                               |           |                 |
| Tassi 35’ Piccheri 39’ (aut.) | Marcatori | 76’ Benericetti |

| Arbitro: | Caldera (Como) |

|                                        |           |                       |
| Lakti 11’ Faye 28’ Diakhate 75’ (rig.) | Marcatori | 32’ Tassi 70’ Ventola |

| Arbitro: | Bergamin (Castelfranco Veneto) |

|                 |           |                  |
| Milingiotis 59’ | Marcatori | 90’ (rig.) Malih |

| Arbitro: | Baldelli (Reggio Emilia) |

|                                             |           |                        |
| Gori 3’ Faye 11’ Marozzi 76’ Diakhate 90+2’ | Marcatori | 48’ De Carlo 55’ Prete |

| Arbitro: | Picchi (Lucca) |

|               |           |           |
| Vasilakis 35’ | Marcatori | 56’ Tassi |

#### Girone 10
| Squadra    | P.ti | G | V | P | S | GF | GS | DR  |
| ---------- | ---- | - | - | - | - | -- | -- | --- |
| Genoa      | 9    | 3 | 3 | 0 | 0 | 12 | 1  | +11 |
| SPAL       | 6    | 3 | 2 | 0 | 1 | 5  | 3  | +2  |
| AZ Alkmaar | 3    | 3 | 1 | 0 | 2 | 4  | 6  | -2  |
| Lucchese   | 0    | 3 | 0 | 0 | 3 | 0  | 11 | -11 |

| Arbitro: | Casalini (Pontedera) |

|                                                                         |           |  |
| Tazzer 2’ Salcedo 26’ Romairone 31’ Micovschi 36’ Zvekanov 61’ Zito 72’ | Marcatori |  |

| Arbitro: | Kumara (Verona) |

|                        |           |                 |
| Tompte 6’ Petrovic 86’ | Marcatori | 85’ (rig.) Baas |

| Arbitro: | Maggio (Lodi) |

|                                                 |           |                 |
| Bruzzo 46’, 52’ Micovschi 68’ Jacobs 83’ (aut.) | Marcatori | 9’ Lo Ning-Hing |

| Arbitro: | Panozzo (Castelfranco Veneto) |

|  |           |                                             |
|  | Marcatori | 16’ Lydkowski 29’ (rig.) Barbosa 59’ Tompte |

| Arbitro: | Taricone (Perugia) |

|                                  |           |  |
| Gibilterra 52’ (rig.) Bruzzo 61’ | Marcatori |  |

| Arbitro: | Pistarelli (Fermo) |

|  |           |                          |
|  | Marcatori | 10’ Oosting 13’ Taabouni |

## Fase a eliminazione diretta[11]
|  | Ottavi di finale        | Ottavi di finale        | Ottavi di finale |             |             | Quarti di finale | Quarti di finale | Quarti di finale |  |  | Semifinali | Semifinali | Semifinali |  |  | Finale | Finale | Finale |  |
|  |                         |                         |                  |             |             |                  |                  |                  |  |  |            |            |            |  |  |        |        |        |  |
|  | Inter (dtr)             | Inter (dtr)             | 1 (3)            |             |             |                  |                  |                  |  |  |            |            |            |  |  |        |        |        |  |
|  | Inter (dtr)             | Inter (dtr)             | 1 (3)            |             |             |                  |                  |                  |  |  |            |            |            |  |  |        |        |        |  |
|  | Pro Vercelli            | Pro Vercelli            | 1 (1)            |             |             |                  |                  |                  |  |  |            |            |            |  |  |        |        |        |  |
|  | Pro Vercelli            | Pro Vercelli            | 1 (1)            |             | Inter       | Inter            | 1                |                  |  |  |            |            |            |  |  |        |        |        |  |
|  |                         |                         |                  |             | Inter       | Inter            | 1                |                  |  |  |            |            |            |  |  |        |        |        |  |
|  |                         |                         | Genoa            | Genoa       | 0           |                  |                  |                  |  |  |            |            |            |  |  |        |        |        |  |
|  | Genoa                   | Genoa                   | Genoa            | Genoa       | 0           | 3                |                  |                  |  |  |            |            |            |  |  |        |        |        |  |
|  | Genoa                   | Genoa                   |                  |             |             |                  |                  |                  |  |  |            |            |            |  |  |        |        |        |  |
|  | Spezia                  | Spezia                  | 0                |             |             |                  |                  |                  |  |  |            |            |            |  |  |        |        |        |  |
|  | Spezia                  | Spezia                  | 0                |             | Inter       | Inter            | 2                |                  |  |  |            |            |            |  |  |        |        |        |  |
|  |                         |                         |                  |             |             |                  |                  |                  |  |  |            |            |            |  |  |        |        |        |  |
|  |                         |                         | Parma            | Parma       | 0           |                  |                  |                  |  |  |            |            |            |  |  |        |        |        |  |
|  | Venezia                 | Venezia                 | Parma            | Parma       | 0           | 3                |                  |                  |  |  |            |            |            |  |  |        |        |        |  |
|  | Venezia                 | Venezia                 |                  |             |             |                  |                  |                  |  |  |            |            |            |  |  |        |        |        |  |
|  | RFS Riga                | RFS Riga                | 0                |             |             |                  |                  |                  |  |  |            |            |            |  |  |        |        |        |  |
|  | RFS Riga                | RFS Riga                | 0                |             | Venezia     | Venezia          | 0 (0)            |                  |  |  |            |            |            |  |  |        |        |        |  |
|  |                         |                         |                  |             | Venezia     | Venezia          | 0 (0)            |                  |  |  |            |            |            |  |  |        |        |        |  |
|  |                         |                         | Parma (dtr)      | Parma (dtr) | 0 (3)       |                  |                  |                  |  |  |            |            |            |  |  |        |        |        |  |
|  | Milan                   | Milan                   | Parma (dtr)      | Parma (dtr) | 0 (3)       | 1 (2)            |                  |                  |  |  |            |            |            |  |  |        |        |        |  |
|  | Milan                   | Milan                   |                  |             |             |                  |                  |                  |  |  |            |            |            |  |  |        |        |        |  |
|  | Parma (dtr)             | Parma (dtr)             | 1 (4)            |             |             |                  |                  |                  |  |  |            |            |            |  |  |        |        |        |  |
|  | Parma (dtr)             | Parma (dtr)             | 1 (4)            |             | Inter (dtr) | Inter (dtr)      | 2                |                  |  |  |            |            |            |  |  |        |        |        |  |
|  |                         |                         |                  |             |             |                  |                  |                  |  |  |            |            |            |  |  |        |        |        |  |
|  |                         |                         | Fiorentina       | Fiorentina  | 1           |                  |                  |                  |  |  |            |            |            |  |  |        |        |        |  |
|  | Torino                  | Torino                  | Fiorentina       | Fiorentina  | 1           | 1 (1)            |                  |                  |  |  |            |            |            |  |  |        |        |        |  |
|  | Torino                  | Torino                  |                  |             |             |                  |                  |                  |  |  |            |            |            |  |  |        |        |        |  |
|  | Rijeka (dtr)            | Rijeka (dtr)            | 1 (3)            |             |             |                  |                  |                  |  |  |            |            |            |  |  |        |        |        |  |
|  | Rijeka (dtr)            | Rijeka (dtr)            | 1 (3)            |             | Rijeka      | Rijeka           | 0                |                  |  |  |            |            |            |  |  |        |        |        |  |
|  |                         |                         |                  |             | Rijeka      | Rijeka           | 0                |                  |  |  |            |            |            |  |  |        |        |        |  |
|  |                         |                         | Juventus         | Juventus    | 1           |                  |                  |                  |  |  |            |            |            |  |  |        |        |        |  |
|  | Juventus                | Juventus                | Juventus         | Juventus    | 1           | 3                |                  |                  |  |  |            |            |            |  |  |        |        |        |  |
|  | Juventus                | Juventus                |                  |             |             |                  |                  |                  |  |  |            |            |            |  |  |        |        |        |  |
|  | Rappresentativa Serie D | Rappresentativa Serie D | 1                |             |             |                  |                  |                  |  |  |            |            |            |  |  |        |        |        |  |
|  | Rappresentativa Serie D | Rappresentativa Serie D | 1                |             | Juventus    | Juventus         | 1                |                  |  |  |            |            |            |  |  |        |        |        |  |
|  |                         |                         |                  |             |             |                  |                  |                  |  |  |            |            |            |  |  |        |        |        |  |
|  |                         |                         | Fiorentina       | Fiorentina  | 4           |                  |                  |                  |  |  |            |            |            |  |  |        |        |        |  |
|  | Empoli                  | Empoli                  | Fiorentina       | Fiorentina  | 4           | 2                |                  |                  |  |  |            |            |            |  |  |        |        |        |  |
|  | Empoli                  | Empoli                  |                  |             |             |                  |                  |                  |  |  |            |            |            |  |  |        |        |        |  |
|  | Fiorentina              | Fiorentina              | 3                |             |             |                  |                  |                  |  |  |            |            |            |  |  |        |        |        |  |
|  | Fiorentina              | Fiorentina              | 3                |             | Fiorentina  | Fiorentina       | 3                |                  |  |  |            |            |            |  |  |        |        |        |  |
|  |                         |                         |                  |             | Fiorentina  | Fiorentina       | 3                |                  |  |  |            |            |            |  |  |        |        |        |  |
|  |                         |                         | Sassuolo         | Sassuolo    | 2           |                  |                  |                  |  |  |            |            |            |  |  |        |        |        |  |
|  | Cagliari                | Cagliari                | Sassuolo         | Sassuolo    | 2           | 0                |                  |                  |  |  |            |            |            |  |  |        |        |        |  |
|  | Cagliari                | Cagliari                |                  |             |             |                  |                  |                  |  |  |            |            |            |  |  |        |        |        |  |
|  | Sassuolo                | Sassuolo                | 1                |             |             |                  |                  |                  |  |  |            |            |            |  |  |        |        |        |  |

### Ottavi di finale
| Squadra 1 | Risultato       | Squadra 2               |
| --------- | --------------- | ----------------------- |
| Inter     | 1 - 1 (3-1 dcr) | Pro Vercelli            |
| Genoa     | 3 - 0           | Spezia                  |
| Venezia   | 3 - 0           | RFS Riga                |
| Milan     | 1 - 1 (2-4 dcr) | Parma                   |
| Torino    | 1 - 1 (1-3 dcr) | Rijeka                  |
| Juventus  | 3 - 1           | Rappresentativa Serie D |
| Empoli    | 2 - 3           | Fiorentina              |
| Cagliari  | 0 - 1           | Sassuolo                |

| Arbitro: | Cudini (Fermo) |

|                                             |           |                    |
| Kulenović 3’ Delli Carri 34’ Montaperto 52’ | Marcatori | 19’ (rig.) Alberti |

| Arbitro: | Miele (Torino) |

|                                  |           |  |
| Salcedo 10’, 77’ Zanimacchia 65’ | Marcatori |  |

| Arbitro: | Volpi (Arezzo) |

|                                 |                      |                                        |
| Pobega 20’                      | Marcatori            | 2’ (aut.) Merletti                     |
| Pobega El Hilali Acuna Tsadjout | Tiri di rigore 2 – 4 | Mastaj Oberrauch Carniato Colley Longo |

| Arbitro: | Guida (Salerno) |

|                              |                      |                                        |
| Brignoli 17’                 | Marcatori            | 79’ Della Morte                        |
| Schirò Belkheir Vergani Sala | Tiri di rigore 3 – 1 | Della Morte Sapone Sangiorgi Quagliata |

| Arbitro: | Meleleo (Casarano) |

|                                   |           |  |
| Simeoni 9’ Fasan 24’ Pozzebon 58’ | Marcatori |  |

| Arbitro: | D'Ascanio (Ancona) |

|  |           |          |
|  | Marcatori | 15’ Mota |

| Arbitro: | Gariglio (Pinerolo) |

|                               |           |                                       |
| Zelenkovs 27’ Zini 52’ (rig.) | Marcatori | 45+3’ (rig.) Sottil 70’ Gori 79’ Meli |

| Arbitro: | Meraviglia (Pistoia) |

|                                    |                      |                    |
| D'Alena 67’ (rig.)                 | Marcatori            | 90+3’ Mulac        |
| D'Alena Fiordaliso Borello Bianchi | Tiri di rigore 1 – 3 | Vuk Mulac Pintarić |

### Quarti di finale
| Squadra 1  | Risultato       | Squadra 2 |
| ---------- | --------------- | --------- |
| Inter      | 1 - 0           | Genoa     |
| Venezia    | 0 - 0 (0-3 dcr) | Parma     |
| Rijeka     | 0 - 1           | Juventus  |
| Fiorentina | 3 - 2           | Sassuolo  |

| Arbitro: | Cipriani (Empoli) |

|                |           |  |
| Valietti 90+3’ | Marcatori |  |

| Arbitro: | Paterna (Teramo) |

|                         |                      |                        |
| Serena Pozzebon Pimento | Tiri di rigore 0 – 3 | Oberrauch Colley Garni |

| Arbitro: | Amabile (Vicenza) |

|  |           |              |
|  | Marcatori | 7’ Kulenović |

| Arbitro: | Santoro (Messina) |

|                                         |           |                           |
| Maganjić 21’ Joseph 29’ (aut.) Gori 66’ | Marcatori | 43’ Kolaj 61’ (rig.) Mota |

### Semifinali
| Squadra 1 | Risultato | Squadra 2  |
| --------- | --------- | ---------- |
| Juventus  | 1 - 4     | Fiorentina |
| Inter     | 2 - 0     | Parma      |

| Arbitro: | Maggioni (Lecco) |

|                |           |                                       |
| Montaperto 51’ | Marcatori | 7’ Lakti 14’, 90+2’ Diakhate 53’ Gori |

| Arbitro: | Massimi (Termoli) |

|                     |           |  |
| Rover 39’ Nolan 75’ | Marcatori |  |

### Finale
| Squadra 1 | Risultato   | Squadra 2  |
| --------- | ----------- | ---------- |
| Inter     | 2 - 1 (dts) | Fiorentina |

| Arbitro: | Damato (Barletta) |

| |              | |
| Belkheir 79’ Vergani 96’ | Marcatori    | 46’ Sottil |
| · Pissardo · Zappa · Nolan · 71’ Rizzo · 71’ Valietti · 105’ Brignoli · Pompetti · 52’ Schirò · Sala · 52’ Adorante · 52’ Merola                               | Formazioni   | · Ghidotti · Mosti 62’ · Ceccacci 46’ · Pinto 74’, 105’ · Ranieri · Valencić · Diakhate · Maganjić 77’ · Lakti 46’ · Sottil 87’ · Gori                            |
| · Pozzer · Bagheria · 71’ Corrado · Van Den Eynden · Danso · 71’ Vergani · Visconti · 105’ Gavioli · Marzupio · 52’ Rover · Rorič · 52’ Belkheir · 52’ D'Amico | Sostituzioni | · Brancolini · Purro · Meli · Ferrarini 62’ · Visentin 46’ · Toure Diawara · Corigliano · Faye · Gorgos 46’ · Kasse · Hristov 77’ · Marozzi · Longo 87’ · Simonti |
| Vecchi | Allenatori   | Bigica |

## Classifica marcatori
| Gol | Rigori |  | Giocatore           | Squadra      |
| --- | ------ |  | ------------------- | ------------ |
| 6   | 1      |  | Sandro Kulenović    | Juventus     |
| 5   | 1      |  | Dany Mota           | Sassuolo     |
| 5   | 1      |  | Abdou Diakhate      | Fiorentina   |
| 4   |        |  | Gabriele Gori       | Fiorentina   |
| 4   |        |  | Giuseppe Montaperto | Juventus     |
| 3   |        |  | Cristiano Bani      | Pro Vercelli |
| 3   |        |  | Michele Bruzzo      | Genoa        |
| 3   |        |  | Eddie Salcedo       | Genoa        |
| 3   |        |  | Nicolò Simeoni      | Venezia      |
| 3   | 1      |  | Edoardo Tassi       | Ascoli       |